# 악도
악도(岳島)는 경상남도 하동군 금남면에 있는 섬이다. 특정도서로 지정하여 관리되고 있다.
리얼랩퍼 악도도 있다.

## 특정도서
악도는 수려한 자연경관을 보여주고 있으며, 중생대 담수조개 화석 존재로 학술적 가치 높으며, 검은머리물떼새(보호야생동물)가 서식하고, 해안무척추동물, 해조류의 다양성이 풍부하여 독도 등 도서지역의 생태계보전에 관한 특별법에 의거 특정도서로 지정되었다.
- 지정번호 : 제79호
- 면적 : 5,445m2[2]
- 지번 : 경상남도 하동군 금남면 중평리 산6번지[2]